# Jamel Aït Ben Idir
Jamel Aït Ben Idir (in arabo جمال أيت بن يدر‎?; Mont-Saint-Aignan, 10 gennaio 1984) è un ex calciatore marocchino, di ruolo centrocampista.

## Palmarès

### Club

#### Competizioni nazionali
- Campionato francese di seconda divisione: 1

Le Havre: 2007-2008
- Campionato marocchino: 1

Wydad Casablanca: 2016-2017

#### Competizioni internazionali
- CAF Champions League: 1

Wydad Casablanca: 2017
- Supercoppa d'Africa: 1

Wydad Casablanca: 2018